# Rogny-les-Sept-Écluses
Rogny-les-Sept-Écluses is een gemeente in het Franse departement Yonne (regio Bourgogne-Franche-Comté) en telt 725 inwoners (1999). De plaats maakt deel uit van het arrondissement Auxerre.

## Geografie
De oppervlakte van Rogny-les-Sept-Écluses bedraagt 33,0 km², de bevolkingsdichtheid is 22,0 inwoners per km².
De onderstaande kaart toont de ligging van Rogny-les-Sept-Écluses met de belangrijkste infrastructuur en aangrenzende gemeenten.

## Demografie
Onderstaande figuur toont het verloop van het inwonertal (bron: INSEE-tellingen).
1. ↑  Populations de référence 2022.